# 蛇石首魚
蛇石首魚為輻鰭魚綱鱸形目鱸亞目石首魚科的其中一種，分布中東太平洋區，從巴拿馬至哥倫比亞北部海域，體長可達30公分，棲息在沿海淺水域，屬肉食性，底棲性無脊椎動物為食。